# Aleksander Glondys
Aleksander Glondys (ur. 30 stycznia 1957 roku w Bielsku-Białej) – polski perkusista jazzowy i rockowy, lider Al'Mad, tłumacz literatury angielskiej ze szczególnym wyróżnieniem literatury dotyczącej jazzu, twórca projektu Facinations/Fascynacje. 

## Kariera
Aleksander Glondys zadebiutował jako muzyk ok. roku 1969 w grupie Dynastie i następnie Genesis, grając min. z bratem, Krzysztofem oraz Romanem Nehrebeckim, pierwowzorem postaci Lolka z kreskówki Bolek i Lolek.
W roku 1979 współtworzył Kwartet Jacka Kasza (potem Support). Obie te formacje otrzymały nagrody zespołowe na festiwalach Jazz Juniors w Krakowie i Jazz nad Odrą we Wrocławiu w latach 1979 i 1980.
Od połowy lat osiemdziesiątych łączył prace muzyka i tłumacza literatury angielskiej, ograniczając występy głównie do Krakowa.
W roku 1993 założył formację Al'Mad w składzie z Adamem Kawończykiem, Markiem Piątkiem oraz Marianem Pawlikiem. Jej kontynuację stanowi Kwartet Aleksandra Glondysa przez który przewinęło się wielu znanych polskich muzyków jazzowych na czele z Leszkiem Szczerbą i Januszem Witko. Aleksander Glondys grał również w zespole Homo Twist, założonym przez Macieja Maleńczuka.
Pod koniec lat dziewięćdziesiątych powołał do życia projekt – koncert Ellington po krakowsku w którym kompozycje Duke'a Ellingtona aranżowane są przez najwybitniejszych kompozytorów Piwnicy Pod Baranami, min. Zygmunta Koniecznego, Jana Kantego Pawluśkiewicza, Zbigniewa Raja czy Grzegorza Turnaua na 25-osobową orkiestrę, która występowała min. w Kijowie i Sztokholmie. Przekrój w styczniu 2000 określił ten koncert mianem "genialnie śmiałego i prostego pomysłu".
Jako tłumacz literatury angielskiej Aleksander Glondys współpracował z takimi wydawnictwami jak Amber, Książnica, Rebis, Wydawnictwo Literackie czy Znak. Jest uznawany za najlepszego w Polsce specjalistę w zakresie tłumaczeń jazzowych, m.in.: Duke Ellington, Encyklopedia Jazzowa Guinessa, Jazz na CD, Style jazzowe.

## Wybrana dyskografia
- Ellington po krakowsku
- Leszek Długosz – Leszek Długosz (Polskie Nagrania – Muza)
- Ano! – Brathanki (Sony) (Glondys wystąpił tu w Chórze Wujów)
- Lotne Wystawy Dźwięków

## Wybrane tłumaczenia z dziedziny jazzu
- Duke Ellington – Jamesa Lincolna Colliera
- Jazz. Encyklopedia
- Jazz na CD – Johna Fordhama
- Style jazzowe – Marka C. Gridleya – w przygotowaniu

## Wybrane tłumaczenia – beletrystyka
- Księżyc jest balonem – David Niven – autobiografia znanego aktora Davida Nivena.
- Sezon turystyczny – Carl Hiaasen – książka uznana przez The Times za jedną z 60 najlepszych jakie powstały od 1949 roku[3].
- Naga sprawiedliwość – William Bernhardt
- Opiekun – Philip Shelby
- Dom Thurstonów – Danielle Steel